# Casa Prințului Eugeniu de Savoya
Casa Prințului Eugeniu de Savoya este o casă din Timișoara, situată pe str. Eugeniu de Savoya nr. 24, construită în 1817 pe locul Porții Forforosa, prin care Eugen de Savoia a intrat la 18 octombrie 1716 în Cetatea Timișoara, cucerită de la otomani în urma asediului din 1716.
Deasupra intrării principale se află un medalion cu o copie a unei reprezentări naive a porții Fosforosa, originalul, restaurat, aflându-se la Muzeul Național al Banatului.
Clădirea face parte din Situl urban Cartierul „Cetatea Timișoara”, cod LMI TM-II-s-A-06095, însă este clasificată și individual ca monument istoric, cu codul LMI TM-II-m-A-06137.

## Istoric
Înainte de 1716, pe locul unde acum sunt curțile caselor din str. Eugeniu de Savoya nr. 24 și str. Mărășești nr. 8 se afla Poarta Cocoșului (în turcă Horoz Kapısı), a cetății otomane a Timișoarei, Prin această poartă la 18 octombrie 1716 a intrat în cetate Eugen de Savoia, comandantul armatei habsburgice care a cucerit cetatea la 12 octombrie. În 1716 poarta a fost numită „Poarta Prințului Eugen", iar din 1727 „Poarta Forforosa”.
În 1752 existau atât Poarta Forforosa, cât și o clădire cu plan dreptunghiular cu fațada spre str. Eugeniu de Savoya în care la etaj exista o cameră de rugăciune pentru evrei.
În 1817, la 100 de ani după cucerirea cetății de către habsburgi, s-a luat hotărârea să se demoleze Poarta Forforosa și clădirea de lângă ea și să se construiască clădirea actuală, folosind și cărămizile din poarta demolată. În 1828 exista clădirea în forma actuală, cu o suprafață clădită de 90 de stânjeni de Viena pătrați (c. 324 m2). Casa a primit denumirea „Casa Prințului Eugeniu de Savoya”, deși el n-a locuit niciodată acolo, casa fiind construită la 81 de ani după decesul său.
În 1829, Michael Zacher, care cumpărase în 1804 vechea clădire și construise pe cea nouă, a vândut-o lui Michael Moran pentru 19 000 de florini. În timp, clădirea a trecut la diverși proprietari prin schimb, moștenire sau cumpărare. În 1909 văduva lui Sebastian Savici (Savić) a obținut aprobarea pentru transformări în clădire. În perioada interbelică în clădire au funcționat magazine alimentare, iar în 1940 un restaurant.
După 1989 clădirea a fost restituită moștenitorilor familiei Savici. Actual, la parter funcționează două magazine, iar la etaj sunt locuințe.

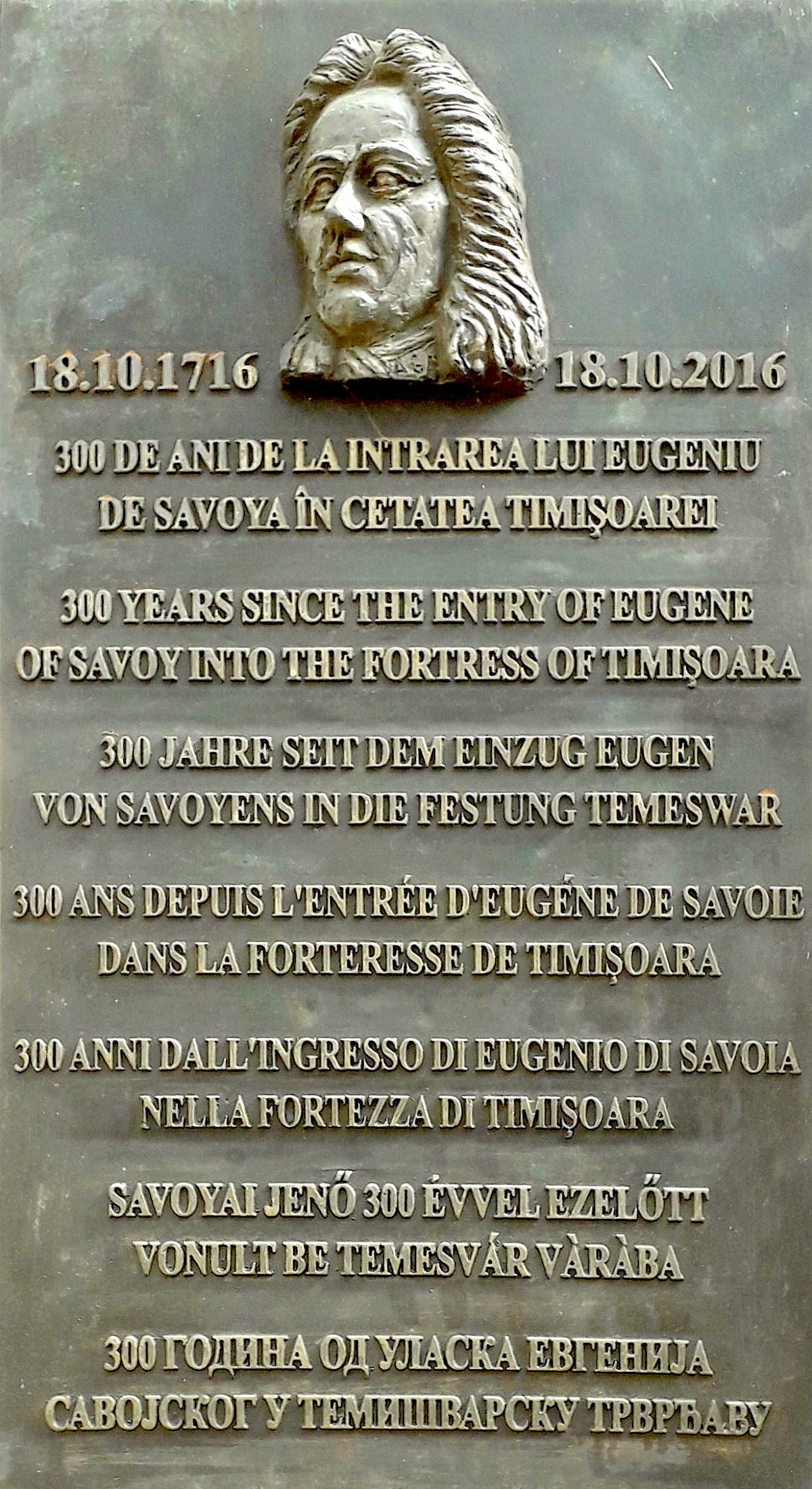
Placa comemorativă a 300 de ani de la intrarea lui Eugen de Savoia în Cetatea Timișoara

La 16 octombrie 2016 pe clădire au fost plasate două plăci comemorative multilingve cu textul (cel din limba română) „18.10.1716 – 18.10 2016: 300 de ani de la intrarea lui Eugeniu de Savoya în Cetatea Timișoarei”, plăci dezvelite la 18 octombrie 2016.

## Descriere
Este o clădire de colț de tip S+P+1+M(parțială), cu intrarea prin str. Eugeniu de Savoya. Planul este în formă de „U”, simetric față de intrare, iar clădirea are o fațadă laterală spre str. Mărășești. Există o mică curte interioară, aproape pătrată, închisă la nord de clădirea alăturată. Având un singur etaj, terminologia arhitecturii din Banat o clasifică drept casă. Circulația pe verticală se face printr-o scară cu bolți. Circulația orizontală la etaj se face pe cursive în consolă pe grinzi de lemn, care, datorită vechimii, sunt destul de degradate. Sub jumătatea dinspre colț a fațadei sudice există un subsol. Deși clădirea a avut funcții diverse și a suferit transformări la intervale mici, acestea sunt unitare.
Fațadele exterioare sunt simple. Decorațiunile, sumare (profile la cornișă), și bosajele geometrice sunt clasiciste. Soclurile ferestrelor au muchiile dublate, element baroc.
Între 2015–2017 s-au făcut expertize privind starea clădirii, în vederea restaurării ei. Cu această ocazie, sub aripa de est s-a găsit fundația Porții Forforosa. Expertiza recomandă restaurarea casei scărilor cu trepte de lemn pe zidărie și cu păstrarea bolților, tratarea grinzilor de lemn ale cursivelor, conservarea și restaurarea vestigiilor Porții Forforosa și a medalionului de deasupra porții. S-a recomandat restaurarea fațadelor cu refacerea solbancurilor ferestrelor și completarea elementelor decorative care mai există (decorațiunile de sub cornișă și cele aflate sub tencuială sub parapetele ferestrelor), precum și a brâului dintre etaje.

## Restaurarea medalionului de deasupra porții

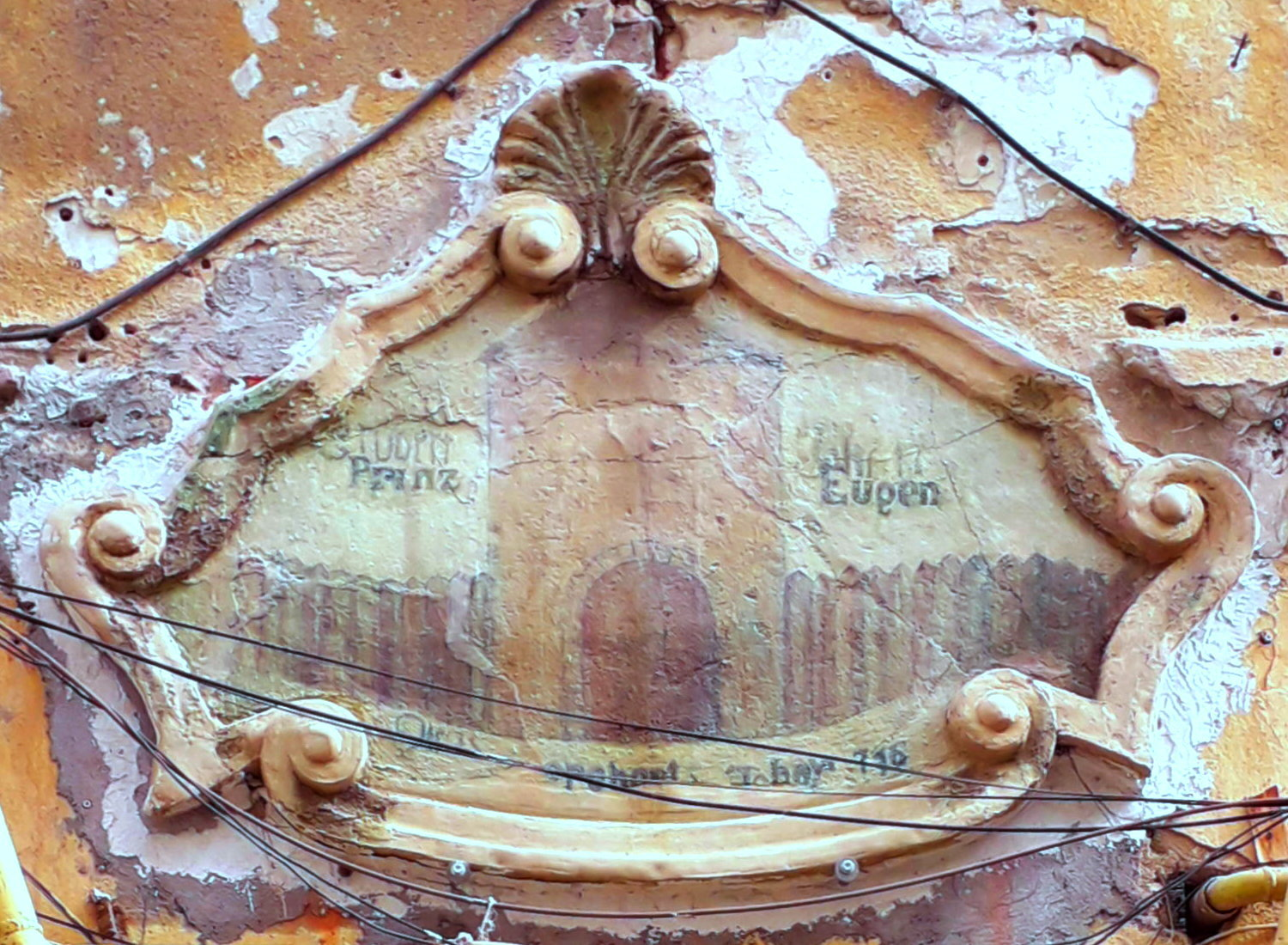
Medalionul de deasupra porții. În realitate culorile sunt foarte spălăcite, medalionul este practic ilizibil. În imagine culorile au fost accentuate digital pentru a ilustra compoziția.

Întrarea principală, de pe str. Eugeniu de Savoya, are o poartă de lemn realizată în stilul de la sfârșitul secolului al XIX-lea, care se află în stare satisfăcătoare. Deasupra porții se află un medalion cu ancadrament baroc în care este reprezentată naiv Poarta Forforosa între palisade.
Medalionul a fost realizat din stuc. Inițial pictura a fost făcută cu vopsea pe bază de oxizi, aplicată pe un grund. Ulterior a fost repictată cu vopsele în ulei. Pentru protejarea lui, în anii 1970 a fost acoperit cu o placă de sticlă fixată într-un cadru de cornier, însă sub sticlă stucul s-a uscat, devenind friabil. În 2016 medalionul a fost recondiționat de către Ion Oprescu, restaurator de la Muzeul Național al Banatului. Stucul a fost fixat cu lapte de var, apoi s-a făcut un mulaj cu cauciuc siliconic. Apoi au fost desprinse bucățile întregi, care au fost plasate în mulaj și s-au completat spațiile dintre ele. Originalul astfel obținut este păstrat și expus la muzeu. Cu ajutorul unui mulaj al orignalului restaurat s-a realizat o copie identică, care a fost așezată pe vechiul amplasament.